# Ниса (мифология)
Ниса (др.-греч. Νύσα) — гористая местность или гора в греческой мифологии. В этой местности воспитывался молодой бог Дионис, поэтому одним из его эпитетов был Нисей (Νύσαῖος).
В честь неё назван крупный астероид (44) Ниса, открытый в 1857 году..

## Нисейон
Гомер в «Илиаде» (VI, 132—133) упомянул место Нисейон (Νυσήϊον), где Диониса воспитали нимфы Нисеиды. В 26-м гомеровском гимне уточнено, что это произошло в долинах и «душистой пещере» (5-6). В 34-м гимне указано, что Нисейон — «гора высочайшая, заросшая лесом» (8). Потом её отождествили с Нисой.

## Местоположения Нисы

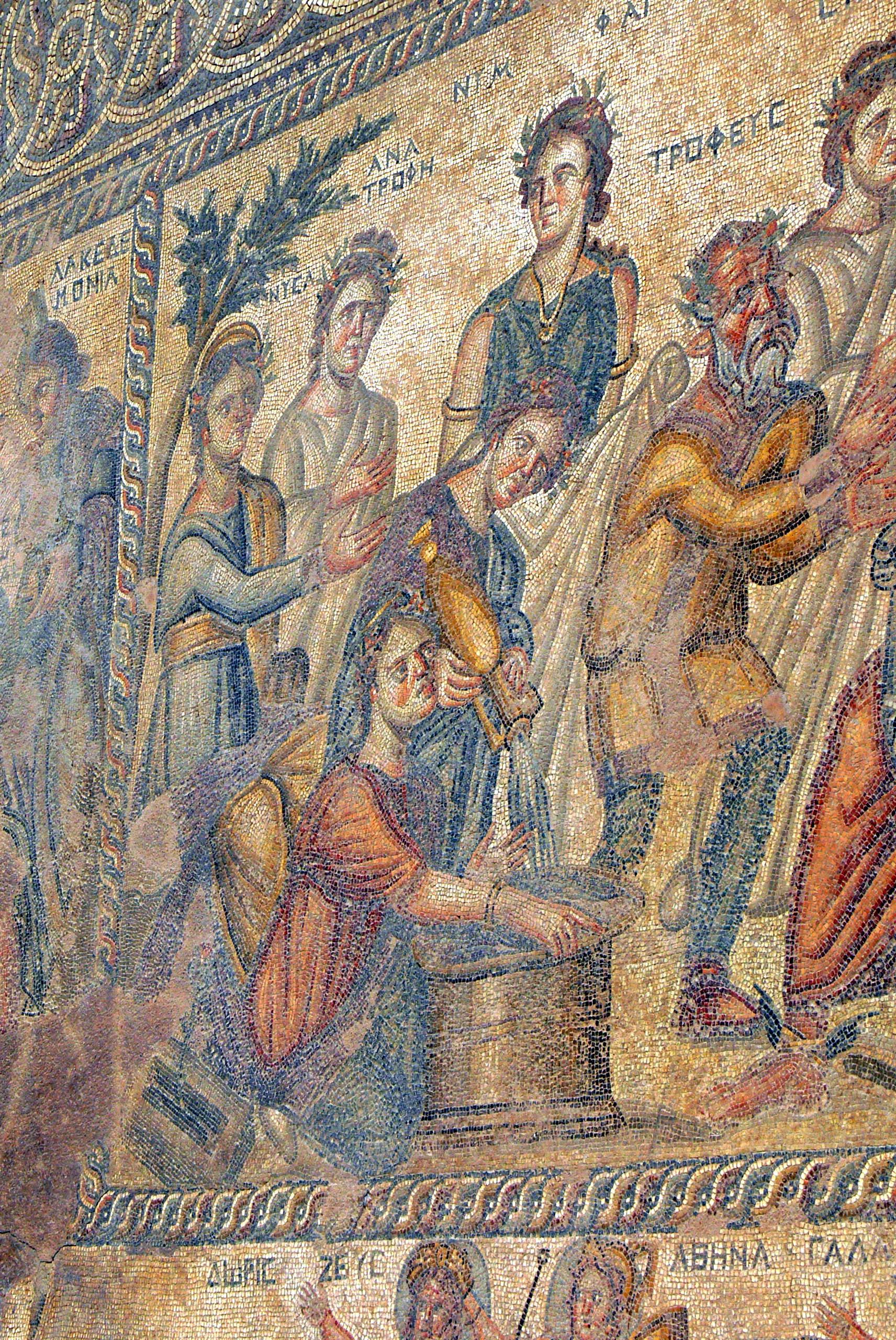
Мозаика в доме Эона в Пафосе, на которой гиады Нисы собираются омывать молодого Диониса

В древности Нисе приписывали самые разные местоположения. В 34-м гомеровском гимне (9): «От Финикии вдали и вблизи от течений Египта». Геродот поместил её в Эфиопии. Хотя поклонение Дионису пришло на материковую Грецию из Малой Азии, а правившие там тогда хетты называли себя «неси», Ниса с самого начала могла быть задумана некой отдалённой и мифической землёй, и различные локализации — просто условности. Её название также могли придумать для объяснения имени Диониса. Исихий Александрийский перечислил ещё такие местонахождения Нисы, предложенные древними авторами: Аравия, Вавилон, Эритрейское море (Красное), Фракия, Фессалия, Киликия, Индия, Ливия, Лидия, Македония, остров Наксос, район Пангайоса (мифического острова к югу от Аравии), Сирия. Евстафий Солунский называл ещё Кавказ и Беотию.
Арриан в «Анабасисе Александра» (V, 1-3) указал, что когда Александр Македонский в своём походе дошёл до современного Афганистана, то между реками Кофен и Инд нашёл город Ниса (Νῦσα). Его правитель Акуфис возглавил посольство к Александру и рассказал легенду о его основании Дионисом во время успешного военного похода на индов, и потому просил пощадить город. По его словам, Дионис назвал город в честь своей кормилицы, а близлежащую гору — Мер (μηρός — «бедро»), потому что его выносил в своём бедре Зевс. Александр внял его увещеваниям и, отдохнув в городе и приняв 300 всадников из Нисы, продолжил поход. Арриан склонялся к мнению Эратосфена, который считал этот и аналогичные рассказы македонцев о свершениях греческих богов на Востоке лестью Александру и его завоеваниям. В связи с этой историей в новое время делались и другие сомнительные попытки отождествить мифическую Нису с реальными топонимами в том регионе и на Памире. А Уильям Джонс в конце XVIII века, сближая Диониса с Рамой, писал, что греки верили, будто Дионис родился на той горе Мер, то есть прославленной в санскритских поэмах мифической Меру.
Ниса персонифицирована в кормилице Диониса не только в рассказе Арриана — в эллинистический период многие одноимённые города, связанные с виноградарством, возводили своё название именно к кормилице. В иудейском городе Скифополис считали, что Ниса была в нём похоронена, и тоже провозгласили Диониса своим основателем. В связи с этим гора Нисейон появляется в «Деяниях Диониса» Нонна Панополитанского в рассказе о борьбе Диониса и Ликурга фракийского в Сирии (XXIX, 272).

## Нисейская равнина
Во 2-м гомеровском гимне на Нисейской равнине (Νύσιον πεδίον) Аид похитил дочь Деметры Кору, где она играла и собирала цветы. По воле Зевса там рос удивительный нарцисс, и когда Кора наклонилась за ним, земля разверзлась, и оттуда выехал Аид на колеснице. Он схватил её и унёс в подземный мир, сделав своей женой Персефоной.
У Аполлония Родосского в «Аргонавтике» (II, 1203—1208) на этой кавказской равнине Зевс победил Тифона, который утонул там в Сербонийском болоте (Аполлоний, наверное, знал, что оно находится в Египте, но вставил в стих, вероятно, из-за близкого звучания названий Кавказа и расположенной рядом с болотом горы Касий со святилищем Зевса).